# دوشیزه‌ماهی دم‌زرد
دوشیزه‌ماهی دم‌زرد (نام علمی: Abudefduf notatus) نام یک گونه از تیره شقایق‌ماهیان است. این گونه در اقیانوس هند و آرام یافت شده‌اند. بیشترین طول ثبت شده برای این گونه ماهی ۱۷ سانتی‌متر (۶٫۷ اینچ) است.

## پراکندگی و زیستگاه
این گوته از دوشیزه‌ماهیان در اقیانوس آرام، اقیانوس هند، خلیج عدن، خلیج فارس، شرق آفریقا، ماداگاسکار، سیشل، مالدیو، سریلانکا، دریای آندامان، اندونزی و استرالیا در اقیانوس هند یافت می‌شود. در اقیانوس آرام در مناطق خلیج تایلند، دیواره بزرگ مرجانی، فیلیپین، تایوان، ژاپن، کالدونیای جدید یافت می‌شود. اکثر جمعیت این گونه در صخره‌های مرجانی و در عمق ۱–۱۲ متری زندگی می‌کنند.

## مشخصات
این ماهی می‌تواند تا ۱۷ سانتی‌متر رشد کند. بدن این ماهی دارای ۵ خط نقره‌ای رنگ مایل با سیاه است. دم این ماهی به رنگ زرد متمایل به نارنجی است.